# Lacul Pețea
Lacul Pețea este un lac cu apă termală în stațiunea balneoclimatică "1 Mai", lângă Oradea; are o suprafață de 0,4 ha. Forme relicte terțiare de faună (Melanopsis pareyssi) și floră (Nymphaea lotus var. thermalis).